# 순수한 마음호
순수한 마음호(Heart of Gold)는 더글러스 애덤스의 은하수를 여행하는 히치하이커를 위한 안내서에 나오는 가상의 우주선이다.
순수한 마음호는 은하계에서 최초로 무한 불가능 확률 추진기를 탑재한 우주선으로써, 시리우스 사이버네틱스 주식회사에서 제작한 새로운 기술인 GPP(진짜 사람성격)을 도입한 우주선 컴퓨터 에디와, 로봇 마빈이 탑재되어 있다. 1권에서 순수한 마음호는 은하 제국 대통령인 자포드 비블브록스가 우주선 진수식때 순수한 마음호를 훔쳤다. 그 후 불가능 확률 추진을 하던 도중, 보고 우주선 밖으로 떨어진 아서 덴트와, 포드 프리펙트를 구하게 된다. 2권에서는 순수한 마음호가 보곤 우주선에게 공격을 당하고, 무한 불가능 추진을 하여, 자포드 비블브록스의 주머니안에 들어가게 된다. 또 이 우주선은 '전 우주를 지배하는 사람'을 만나러 가는 데 도움을 주게 된다. 3권에서는 위킷 게이트를 복구하려는 크리킷 로봇들의 공격으로 불가능 확률 추진기의 핵심 부품을 빼앗기게 된다. 그래서 자포드는 그 부품을 찾으러 크리킷 행성으로 들어가게 된다.